# Benelux' Next Top Model
Benelux' Next Top Model là một chương trình truyền hình thực tế của Hà Lan được phát sóng trên 2BE và RTL5. Chương trình được tổ chức bởi nhà văn và cựu người mẫu hàng đầu của Hà Lan, Daphne Deckers. Đó là một sự hợp nhất giữa Holland's Next Top Model, và bộ phim truyền hình của Topmodel của Bỉ. Mùa đầu tiên được trình chiếu vào tháng 9 năm 2009 và dựa trên chương trình truyền hình America's Next Top Model của Tyra Banks. Mặc dù Benelux tham chiếu trong tiêu đề, chương trình đã không được phát sóng tại Luxembourg hoặc Wallonia.
Vào ngày 9 tháng 5 năm 2011, đã có thông báo rằng sẽ không có mùa thứ ba của Benelux' Next Top Model nhưng đội sản xuất của Hà Lan sẽ tiếp tục với một mùa thứ năm tại Hà Lan, một lần nữa dưới danh hiệu Holland's Next Top Model. Topmodel sẽ không trở lại với một mùa cá nhân thứ ba sau khi hợp nhất tiếp tục.

## Tóm tắt chương trình
Mùa đầu tiên của Benelux' Next Top Model có 10 tập và bắt đầu với 12 thí sinh. Thí sinh thứ 13, Melanie Weterings, đã được bổ sung vào dàn Diễn viên do kết quả của việc giành được một suất trong cuộc thi. Nói chung, mỗi tập phim, một thí sinh sẽ bị loại, mặc dù đã có trường hợp loại bỏ kép theo sự đồng thuận của ban giám khảo. Các cuộc thăm dò được tổ chức cho các thí sinh vào đầu mùa giải (thường là sau khi loại bỏ lần đầu tiên hoặc thứ hai trong trận chung kết) và chuyến đi đến một điểm đến quốc tế đã được lên kế hoạch vào khoảng hai phần ba thời gian thông qua mùa (thường với năm hoặc sáu thí sinh còn lại).
Mỗi tập phim đều diễn ra các sự kiện khoảng một tuần trong thời gian thực (tuy nhiên, trong khi ở nước ngoài, một tập phim được bao phủ từ ba đến bốn ngày, tổng cộng là hai tuần quay phim ở nước ngoài), và đã có thử thách thời trang, chụp ảnh hoặc quảng cáo, đánh giá và phê bình của mỗi thí sinh và màn biểu diễn của ban giám khảo do Daphne Deckers dẫn dắt và loại bỏ một hoặc nhiều thí sinh. Thông thường, một giám khảo khách mời bổ sung ở phòng đánh giá mỗi tuần. Mỗi tập thường liên quan đến một chủ đề trong thế giới người mẫu, chẳng hạn như đối phó với báo chí trong các cuộc phỏng vấn, bán một sản phẩm thương mại, xuất hiện trong một chương trình trình diễn thời trang hoặc đi casting.
Một tập phim thường bắt đầu với các thí sinh được đào tạo trong một khu vực đồng thời với chủ đề của tuần. Ví dụ, thí sinh được huấn luyện về đi trình diễn thời trang, diễn xuất ngẫu hứng, hoặc áp dụng trang điểm cho phù hợp với những dịp khác nhau. Một thử thách liên quan ngay sau đó, chẳng hạn như một cuộc trình diễn thời trang giả hoặc cuộc phỏng vấn, và một người chiến thắng đã được lựa chọn bởi một giám khảo. Họ sẽ nhận được một số giải thưởng, chẳng hạn như quần áo, một đêm vui chơi, hoặc một lợi thế ở các buổi chụp ảnh tiếp theo, và sẽ thường được phép chia sẻ lợi ích với một số thí sinh khác nhau của sự lựa chọn của cô.
Phần tiếp theo là chụp ảnh, và mỗi thí sinh phản ánh rất nhiều vào việc bị đánh giá cho tuần đó. Mỗi mùa đều có những bức ảnh như bikini hoặc đồ lót ngực, chân dung vẻ đẹp, khoả thân hoặc nửa khỏa thân, tạo dáng với một người mẫu nam hoặc đùa với động vật. Thường thì một bức ảnh chụp cho mỗi mùa đã được thay thế bằng một thước chụp thương mại.
Phần cuối cùng của mỗi tập phim là buổi đánh giá. Ảnh của mỗi thí sinh được ban giám khảo đánh giá. Sau khi tất cả các bức ảnh đã được đánh giá, các thí sinh rời khỏi phòng khi các giám khảo cân nhắc. Quá trình loại là nghi thức, như Deckers tiết lộ và đưa ra những bức ảnh của các thí sinh đã được loại bỏ từng cái một, theo thứ tự công việc. Hai thí sinh cuối cùng đứng đã được đưa lên là "hai người cuối bảng", và Deckers đã phê bình mỗi người trước khi tiết lộ rằng trong số đó đã bị loại.
Ba thí sinh còn lại thi đấu trong một show trình diễn thời trang trước mặt các giám khảo và khán giả trực tiếp. Sau buổi trình diễn, các giám khảo bình chọn cho thí sinh và kết quả xác định người chiến thắng.

## Mùa
| Mùa | Phát sóng           | Quán quân         | Á quân                             | Thí sinh theo thứ tự bị loại | Tổng số thí sinh | Điểm đến quốc tế                  |
| --- | ------------------- | ----------------- | ---------------------------------- | --- | ---------------- | --------------------------------- |
| 1   | 14 tháng 9 năm 2009 | Rosalinde Kikstra | Denise Menes Maxime van Steenvoort | Alexandra Carnewal, Adinda Kennedy & Roxanne De Craene, Sarah van der Meer, Melanie Weterings & Tessa Kort, Justine Desmet, Bianca Kortzorg, Catharina Elias, Lianne Bakker     | 13               | Miami                             |
| 2   | 13 tháng 9 năm 2010 | Melissa Baas      | Renée Trompert                     | Jacqueline Sorbie, Lisse Habraken, Daisy Koller, Lesley van Helden, Epiphany Vanderhaeghen, Aïcha Cissé, Frederieke Bonn, Jaelle Leclerc, Marjolein de Velder, Alix Schoonheijt | 12               | Paris Oranjestad Köln Los Angeles |